# Pablo García (football)
Pour les articles homonymes, voir Pablo García et García.
Pablo Gabriel García Pérez est un footballeur uruguayen. Il est né le 11 mai 1977 à Pando et surnommé el Canario (descendant d'Espagnol des îles Canaries) reconverti entraîneur.

## Biographie
Il fait ses débuts au Wanderers Montevideo. En 1998, il rejoint l'Europe et l'Espagne en signant à l'Atlético de Madrid. Il ne dispute aucun match lors de sa première saison en tant que Colchonero, et les deux saisons suivantes il évolue avec l'équipe réserve en Segunda Division. 
En 2000, il rejoint le Milan AC puis Venezia un an plus tard, étant très peu utilisé dans chacun de ces deux clubs. En 2002, il retourne en Espagne où il s'engage avec Osasuna. Après trois saisons passées en Navarre, il est recruté en 2005 par le Real Madrid pour 5 millions d'euros et une durée de quatre ans. Il a du mal à s'imposer et la saison suivante, il est prêté au Celta Vigo. À l'été 2007, il est à nouveau prêté, cette fois-ci aux promus du Real Murcie.
Début juillet 2008, le joueur et le Real Madrid, se mettent d'accord afin de rompre le contrat du joueur qui allait encore jusqu'à 2009. Libre de tout contrat, il s'engage avec le club grec du PAOK Salonique.
La première de ses 66 sélections avec la Celeste remonte au 13 décembre 1997 lors d'une victoire 2-0 de l'Uruguay sur les Émirats arabes unis à Riyad. Il dispute la Copa América 2007 et finit 4e, en ayant joué tous les matches et en ayant marqué un but en quart de finale.

## Palmarès
- Finaliste de la Coupe d'Espagne de football en 2005 avec Osasuna